# Zeriassa cuneicornis
Zeriassa cuneicornis är en spindeldjursart som först beskrevs av William Frederick Purcell 1899.  Zeriassa cuneicornis ingår i släktet Zeriassa och familjen Solpugidae.

## Underarter
Arten delas in i följande underarter:
- Z. c. cuneicornis
- Z. c. prelleri